# Жарково (Подольський міський округ)
Жарко́во (рос. Жарково) — присілок у складі Подольського міського округу Московської області, Росія.

## Населення
Населення — 25 осіб (2010; 26 у 2002).
Національний склад (станом на 2002 рік):
- росіяни — 100 %